# Juniperus standleyi
Juniperus standleyi är en cypressväxtart som beskrevs av Julian Alfred Steyermark. Juniperus standleyi ingår i släktet enar, och familjen cypressväxter. IUCN kategoriserar arten globalt som starkt hotad. Inga underarter finns listade i Catalogue of Life.